# Bali (animação)
Bali é uma série de desenho animado produzida na França e no Canadá entre 2006 e 2008. O desenho é uma adaptação aos livros infantis da dupla de canadenses Laurent Richard e Magdalena

## Sinopse
A série conta a história de Bali, um miúdo que vive na cidade e que adora dançar e tem uma família com muita energia.

## Transmissão

### França
Em França, foi exibido na rubrica infantil da France 5 entre 2006 e 2008.  

### Portugal
Em Portugal, o Bali estreou na RTP2 em 2007, no "Zig Zag", com dobragem portuguesa. Alguns meses depois começou a ser exibida na RTP1, aos fins de semana de manhã no "Brinca Comigo", sendo um dos primeiros desenhos a estrear o nome da rubrica do primeiro canal, e depois voltou para a RTP2 em 2008. Depois disso, só voltou a repetir na RTP2 em 2017 e 2019. 
Em Portugal, Bali foi dobrado pelo Tiago Retré.

### Canadá
No Canadá foi exibido no anos 2000 pela Radio-Canada Television.